# Grand Prix de la Région wallonne
Le Grand Prix de la Région wallonne est une compétition de cyclo-cross créée en 1998 à Dottignies, en Belgique. Elle est classée UCI 2.
En 2014, à la suite du refus d'utilisation du circuit de Dottignies, Golazo reprend la licence d'organisation du Grand Prix de la Région Wallonne et le déménage vers le Circuit de Spa-Francorchamps. Il compte depuis lors pour le Superprestige.

## Palmarès

### Hommes élites
| Année | Vainqueur         | Deuxième             | Troisième           |
| ----- | ----------------- | -------------------- | ------------------- |
| 1998  | David Roodhooft   | Jan Vandonink        | David Laenen        |
| 1999  | Kris Wouters      | Arne Daelmans        | Kurt De Roose       |
| 2000  | Kipcho Volckaerts | Tom Vannoppen        | Arne Daelmans       |
| 2001  | Mario De Clercq   | Marc Janssens        | Arne Daelmans       |
| 2002  | Sven Nys          | Mario De Clercq      | Sven Vanthourenhout |
| 2003  | Bart Wellens      | Sven Nys             | Ben Berden          |
| 2004  | Davy Commeyne     | Mario De Clercq      | Sven Vanthourenhout |
| 2005  | Bart Wellens      | Niels Albert         | Sven Vanthourenhout |
| 2006  | Sven Nys          | Kamil Ausbuher       | Gerben de Knegt     |
| 2007  | Sven Nys          | Francis Mourey       | Bart Wellens        |
| 2008  | Sven Nys          | Rob Peeters          | Niels Albert        |
| 2009  | Niels Albert      | Francis Mourey       | Enrico Franzoi      |
| 2010  | Francis Mourey    | Martin Zlámalík      | Gerben de Knegt     |
| 2011  | Niels Albert      | Zdeněk Štybar        | Radomír Šimůnek jr. |
| 2012  | Niels Albert      | Marcel Meisen        | Gerben de Knegt     |
| 2013  | Marcel Meisen     | Niels Albert         | Klaas Vantornout    |
| 2014  | Kevin Pauwels     | Lars van der Haar    | Tom Meeusen         |
| 2015  | Wout van Aert     | Sven Nys             | Kevin Pauwels       |
| 2016  | Wout van Aert     | Mathieu van der Poel | Toon Aerts          |

### Femmes élites
| Année | Vainqueur       | Deuxième     | Troisième         |
| ----- | --------------- | ------------ | ----------------- |
| 2014  | Nikki Harris    | Helen Wyman  | Ellen Van Loy     |
| 2015  | Helen Wyman     | Nikki Harris | Sanne van Paassen |
| 2016  | Thalita de Jong | Sanne Cant   | Christine Majerus |

### Hommes espoirs
| Année | Vainqueur       | Deuxième               | Troisième         |
| ----- | --------------- | ---------------------- | ----------------- |
| 2014  | Wout van Aert   | Michael Vanthourenhout | Toon Aerts        |
| 2015  | Nicolas Cleppe  | Yannick Peeters        | Quinten Hermans   |
| 2016  | Quinten Hermans | Thijs Aerts            | Joris Nieuwenhuis |

### Hommes juniors
| Année | Vainqueur       | Deuxième      | Troisième       |
| ----- | --------------- | ------------- | --------------- |
| 2014  | Eli Iserbyt     | Jarne Driesen | Gavin Haley     |
| 2015  | Seppe Rombouts  | Jarne Driesen | Thymen Arensman |
| 2016  | Toon Vandebosch | Arno Debeir   | Tomáš Kopecký   |